# Robert Davi

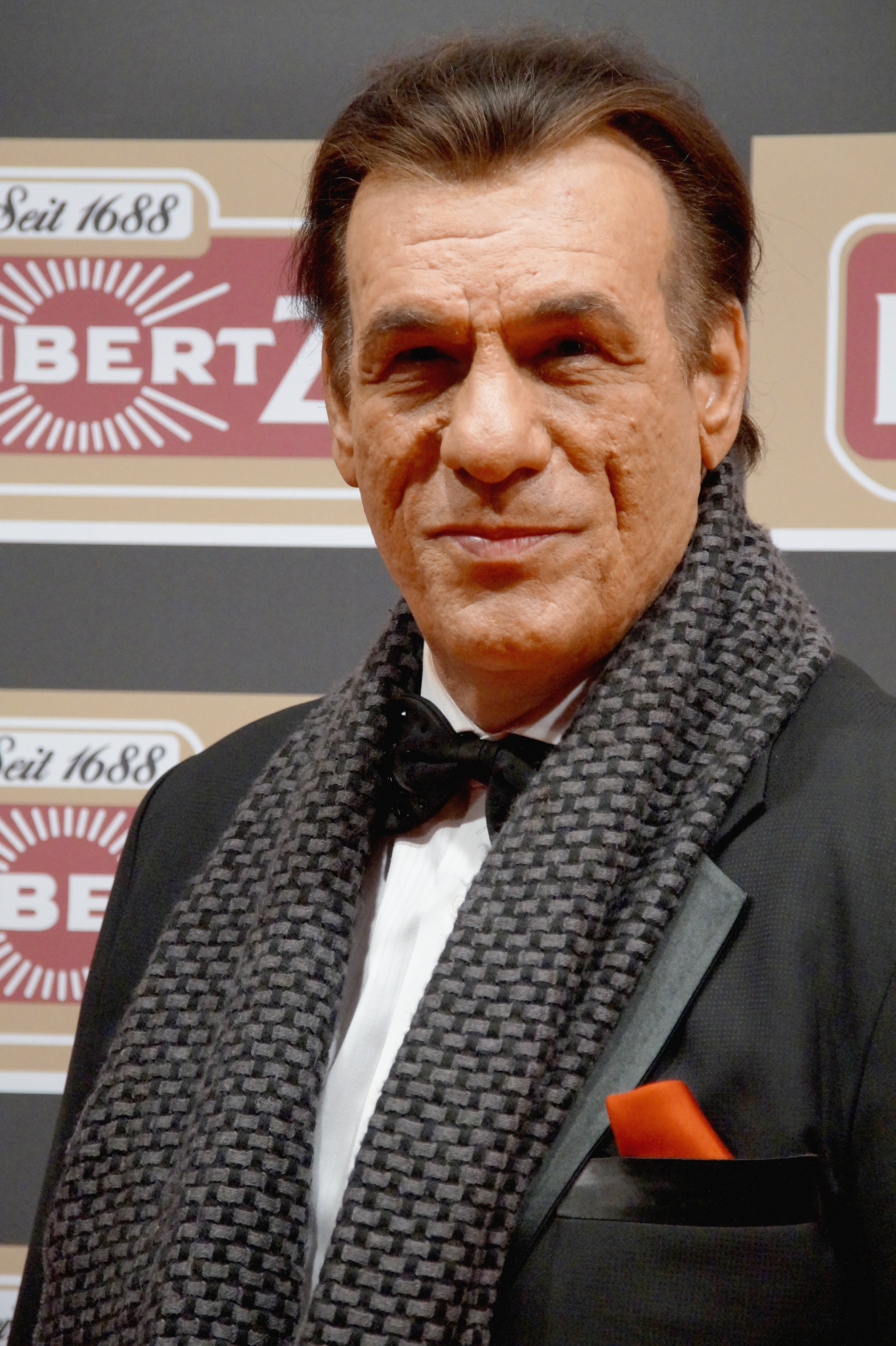
Robert Davi bij de Lambertz Monday Night, in februari 2016

Robert John Davi (Astoria, New York, 26 juni 1951) is een Amerikaans acteur. Hij is vooral bekend van zijn rol als de schurk Franz Sanchez in de James Bondfilm Licence to Kill en de televisieserie Profiler.

## Biografie

### Jeugd en opleiding
Davi werd geboren in Astoria, Queens als de zoon van Maria en Sal Davi. Zijn moeder was een Italo-Amerikaan en zijn vader een Italiaan. In zijn jeugd leerde Davi derhalve zowel Italiaans als Engels. Hij ging naar Seteon Hall, een katholieke middelbare school in Patchogue (Long Island), New York. Daarna studeerde hij aan de Hofstra University.

### Carrière
Davi speelde als FBI-directeur Baily Malone in NBC's Profiler en had een rol als commandant Acastus Kolya in de serie Stargate Atlantis. Hij is de enige acteur die mee heeft gespeeld in alle drie de grote franchises van MGM: James Bond, The Pink Panther en Stargate.
In 2004 en 2007 sprak hij de stem in van Rtas 'Vadumee in de spellen Halo 2 en Halo 3. Hij vertolkte deze rol ook in Halo 3. Daarnaast speelde hij in 2002 en 2006 als stemacteur mee als kolonel Juan Cortez in de computerspellen Grand Theft Auto: Vice City en vervolg (prequel naar continuïteit) Grand Theft Auto: Vice City Stories. Hij had een bijrol in de film In the Mix. In 2005 nam hij een radioreclameboodschap op voor California Proposition 73. 
In zijn carrière heeft Davi een groot aantal schurken gespeeld, zoals Franz Sanchez in Licence to Kill (1989) en gangster Jake Fratelli in The Goonies (1985).
Naast acteur is Davi ook regisseur. Zijn regiedebuut was een doowop/kraakfilm getiteld The Dukes.

### Privé
Davi trad drie keer in het huwelijk.